# (85299) Neander
(85299) Neander est un astéroïde de la ceinture principale.

## Description
(85299) Neander est un astéroïde de la ceinture principale. Il fut découvert le 5 octobre 1994 à Tautenburg par Freimut Börngen. Il présente une orbite caractérisée par un demi-grand axe de 2,43 UA, une excentricité de 0,20 et une inclinaison de 2,0° par rapport à l'écliptique.
L'astéroïde est nommé en l'honneur du pasteur, poète et musicien Joachim Neander (1650–1680).

## Compléments